# Josefina Salazar Báez
Josefina Salazar Báez es una política mexicana, militante del Movimiento Ciudadano (partido político). Fue diputada del Congreso de San Luis Potosí y diputada federal por el Quinto Distrito Federal de San Luis Potosí, para el periodo de 2018 a 2021.

## Reseña biográfica
Josefina Salazar Báez es licenciada en Contaduría pública egresada de la Universidad Autónoma de San Luis Potosí, ejerciendo de forma particular su profesión de 1996 a 2000. 
Desde 1996 fue miembro activo del Partido Acción Nacional (PAN). En 2000 inició su actividad política como candidata a diputada federal, no logrando el triunfo y posteriormente fue tesorera de la delegación del partido en Soledad de Graciano Sánchez. En 2001 fue nombrada coordinadora administrativa del Instituto Nacional de Migración en San Luis Potosí, dejando el cargo en 2003 en que pasa a ser directora administrativa del DIF estatal y luego directora de Desarrollo Comunitario y Asistencia Alimentaria de la misma institución hasta 2006.
A partir de 2007 ocupó cargos administrativos en el Congreso de San Luis Potosí, siendo coordinadora de Finanzas hasta 2009 y oficial mayor de ese año a 2012. De 2012 a 2015 ocupó el cargo se secretaria de Promoción Política de la Mujer en el comité directivo estatal del PAN.
En 2015 fue elegida diputada al Congreso del Estado de San Luis Potosí para el periodo de ese año al de 2018, y en el cual se desempeñó como presidenta de la Mesa Directiva, e integrante de las comisiones de Hacienda del Estado; de Transparencia y Acceso a la Información Pública; de Salud; y, de Derechos Humanos, Equidad y Género.

En 2018 fue postulada como candidata a diputada federal por el Distrito 5 de San Luis Potosí en representación de la coalición Por México al Frente, habiendo logrado el triunfo y siendo electa a la LXIV Legislatura que terminará su periodo en 2021. En la Cámara de Diputados es secretaria de la comisión de Vigilancia de la Auditoría Superior de la Federación; e integrante de las comisiones de Derechos Humanos; y de Transparencia y Anticorrupción.
En octubre de 2021 se registró para contender por la Presidencia del Comité Directivo Estatal del Partido Acción Nacional en San Luis Potosí, resultando no favorecida en la contienda.
El 20 de marzo de 2022 presentó un comunicado en el que expresaba su decisión de dejar las filas del Partido Acción Nacional después de 25 años de militancia, y cuyo argumento fue que, " el partido había perdido por quienes lo dirigen esencia e identidad de ética, honestidad y congruencia; inclusión interna y externa; y orientación y vocación ciudadana". 
En marzo de 2022 el Dirigente Nacional del partido Movimiento Ciudadano (partido político) Dante Delgado le extendió la invitación para unirse a las filas de ese instituto político y del que ahora es parte.
En los comicios 2024 se registró como candidata a Senadora de la República por San Luis Potosí por el partido Movimiento Ciudadano (partido político).
El 27 de junio de 2020 hizo público haber resultado positiva en la prueba de la enfermedad por coronavirus, siendo en ese momento la séptima diputada federal afectado por la pandemia en México.